# Manuel Fernández Valderrama
Manuel Fernández de Valderrama Tejedor (Madrid, Comunidad de Madrid, España, 29 de julio de 1904) es un exfutbolista español. Jugaba de centrocampista.

## Trayectoria
- Patria Balompié
- Recreativo Español
- 1923-24 Real Madrid
- 1924-29 Racing Madrid
- 1931 Real Madrid
- 1932-33 Atlético de Madrid
- 1935-36 Ferroviaria

## Internacionalidades
- 1 vez internacional España.